# Găiceana
Găiceana je rumunská obec v župě Bacău. Žije zde přibližně 2 500 obyvatel. Skládá se ze čtyř částí.

## Části obce
- Găiceana – 841 obyvatel
- Arini – 1 071 obyvatel
- Huțu – 363 obyvatel
- Popești – 192 obyvatel